# Plagulibasis
Plagulibasis là một chi chuồn chuồn kim trong họ Coenagrionidae.

## Các loài
Plagulibasis omvat 1 soort:
- Plagulibasis ciliata (Ris, 1913)